# Поремби-Купенські
Поремби-Купенські (пол. Poręby Kupieńskie) — село в Польщі, у гміні Кольбушова Кольбушовського повіту Підкарпатського воєводства.
Населення — 277 осіб (2011).
У 1975—1998 роках село належало до .

## Демографія
Демографічна структура станом на 31 березня 2011 року:
|          | Загалом | Допрацездатний вік | Працездатний вік | Постпрацездатний вік |
| -------- | ------- | ------------------ | ---------------- | -------------------- |
| Чоловіки | 140     | 31                 | 86               | 23                   |
| Жінки    | 137     | 22                 | 82               | 33                   |
| Разом    | 277     | 53                 | 168              | 56                   |